# Olovo
Olovo (în sârbă Олово) este un oraș și o comună din Cantonul Zenica-Doboj al Federației Bosnia și Herțegovina, o entitate din statul modern Bosnia și Herțegovina. Este situat la aproximativ 50 de kilometri nord-est de capitala Sarajevo.

## Istorie
Orașul Olovo a fost menționat pentru prima dată în anul 1382 sub denumirea „Plumbum” (cuvântul în limba latină pentru plumb). Denumirea este menită să caracterizeze orașul pentru bine-cunoscutele sale zăcăminte de minereu de plumb. Olovo se află pe autostrada M18 Sarajevo-Tuzla și se găsește la 50 km nord-est de capitala Bosniei și Herțegovinei, Sarajevo. Olovo face parte din Cantonul Zenica-Doboj. Recent, au existat încercări ca Olovo să facă parte din Cantonul Sarajevo, cu toate acestea, în prezent Olovo se află încă în Cantonul Zenica-Doboj. Din Evul Mediu, au existat depozite bine cunoscute de minereu de plumb și din acel moment a fost considerat un oraș minier.

## Atracții
Astăzi, Olovo este cel mai bine cunoscut pentru pădurile sale de conifere, cerul său albastru și apele sale limpezi și rapide care provin din trei râuri de munte (Stupčanica, Krivaja și Bioštica). La Olovo au loc anual coride și festivaluri. Este un loc popular pentru tinerii care îl vizitează din satele din apropiere. O caracteristică superioară a orașului este spa-ul său foarte eficient, care datează din perioada stăpânirii romane în zonă.
Olovo este, de asemenea, un loc de odihnă și de plecare spre orașe precum Zenica și Zavidovići⁠(d).

## Demografie
| Compoziție etnică |       |        |          |        |        |       |           |        |       |       |        |  |  |
| An                | Sârbi | %      | Bosniaci | %      | Croați | %     | Iugoslavi | %      | alții | %     | Total  |  |  |
| 1961              | 3.635 | 32,07% | 5.903    | 52,09% | 314    | 2,77% | 1.402     | 12,37% |       |       | 11,333 |  |  |
| 1971              | 3.601 | 23,68% | 10.546   | 69,36% | 930    | 6,11% | 46        | 0,30%  | 80    | 0,55% | 15.203 |  |  |
| 1981              | 3,349 | 20,49% | 11.593   | 70,94% | 802    | 4,91% | 508       | 3,12%  |       |       | 16,341 |  |  |
| 1991              | 3.196 | 18,91% | 12.699   | 75,14% | 653    | 3,86% | 282       | 1,67%  |       |       | 16.901 |  |  |
| 2013              | 77    | 0,75%  | 9.701    | 95,34% | 230    | 2,26% | 0,00      | 0,00%  | 139   | 1,36% | 10,175 |  |  |
|                   |       |        |          |        |        |       |           |        |       |       |        |  |  |

## Așezări
În jurul orașului Olovo se găsesc mai multe sate mici. Acesta sunt: Boganovići, Čuništa, Solun, Hadre, Bukovdo, Milankovići, Kamensko, Jelaške, Careva Ćuprija, Lišći, Gurdići, Dugandžići, Čude, Petrovići, Klis, Kolakovići, Beris, Beris Luke, Lavšići, Ponijerka, Grabovica, Dreželj, Paklenik, Majna, Radačići, Ajvatovići, Miljevići, Rudine, Ligatići și Bakići.

## Persoane notabile
- Jelena Blagojević⁠(d), jucătoare de volei sârbă
- Tima Džebo⁠(d), jucător de baschet iugoslav și bosniac
- Daniel Ozmo⁠(d), pictor și tipograf evreu-iugoslav
- Edin Višća⁠(d), fotbalist bosniac